# Смешанная сборная Тайваня по кёрлингу
Смешанная сборная Тайваня по кёрлингу — смешанная национальная сборная команда (составленная из двух мужчин и двух женщин), представляет Китайскую Республику (Тайвань) на международных соревнованиях по кёрлингу. Управляющей организацией выступает Федерация кёрлинга Тайваня (Chinese Taipei Curling Federation).

## Результаты выступлений

### Чемпионаты мира
| Год     | М              | И              | В              | П              | Состав (скипы выделены) | Состав (скипы выделены) | Состав (скипы выделены) | Состав (скипы выделены) | Состав (скипы выделены) |
| Год     | М              | И              | В              | П              | Четвёртый               | Третий                  | Второй                  | Первый                  | Тренер                  |
| ------- | -------------- | -------------- | -------------- | -------------- | ----------------------- | ----------------------- | ----------------------- | ----------------------- | ----------------------- |
| 2015—17 | не участвовали | не участвовали | не участвовали | не участвовали | не участвовали          | не участвовали          | не участвовали          | не участвовали          | не участвовали          |
| 2018    | 25             | 8              | 4              | 4              | Randolph Shen           | Yu-Chieh Lin            | Nicholas Hsu            | Amanda Chou             | Brendon Liu             |
| 2019    | 33             | 7              | 2              | 5              | Randolph Shen           | Ko Yang                 | Ken Hsu                 | Stephanie Lee           |                         |
| 2022    | 33             | 8              | 0              | 8              | Luis Yin Liu            | Li-Lin Cheng            | Victor Lee              | Shar-yin Huang          |                         |
| 2023    | 9              | 9              | 5              | 4              | Ken Hsu                 | Ko Yang                 | Henry Cheng             | Stephanie Lee           |                         |
| 2024    | 34             | 7              | 1              | 6              | Hou Yi-Ler              | Li Ling-Zhi             | Lin Chen-Han            | Li Ling-Yi              | Lin Ting-Li, Wu Guo-Hao |